# Ласково (Рязанский район)

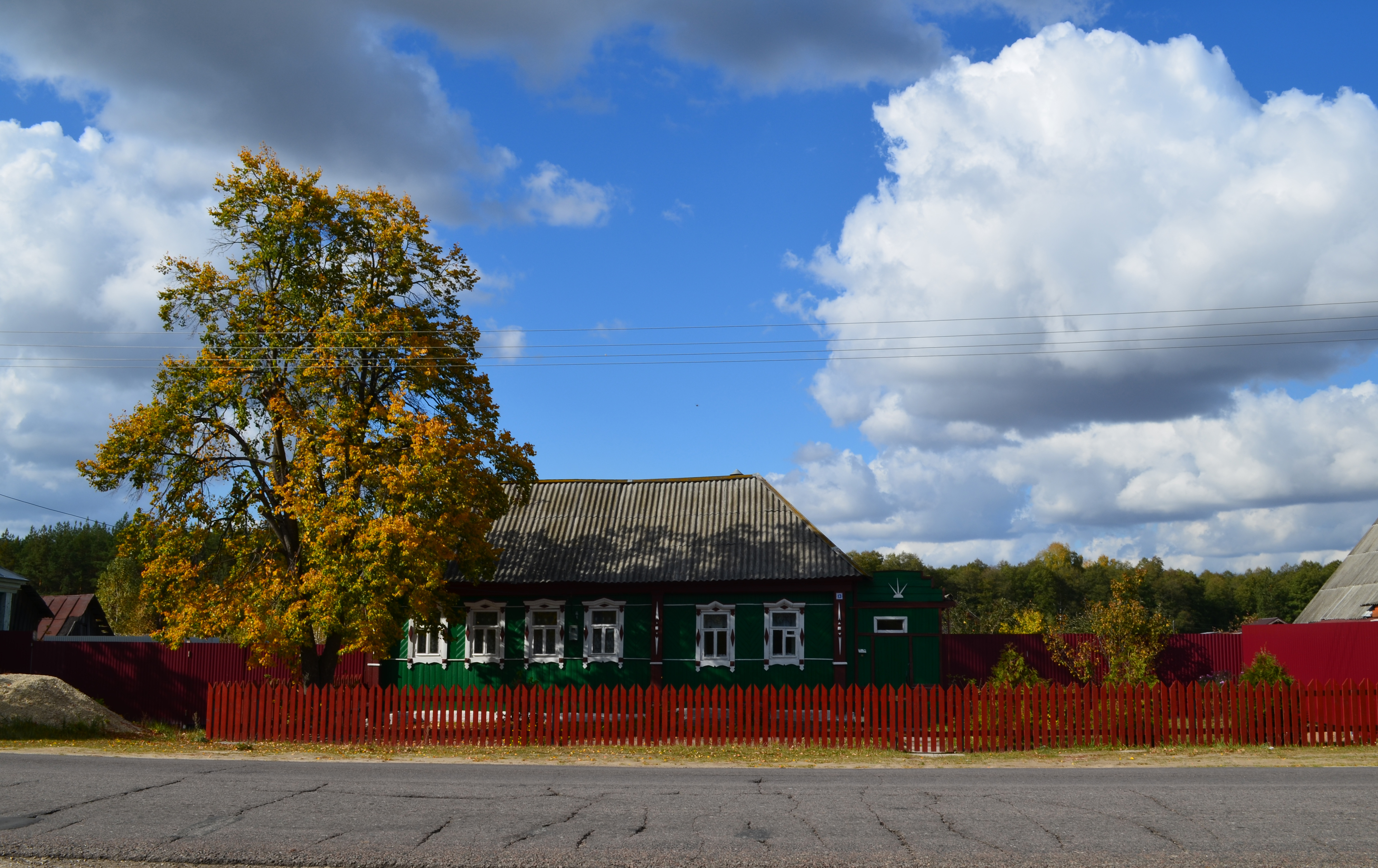
Ласково

Ласково — село в Рязанском районе Рязанской области России. Входит в состав Заборьевского сельского поселения.

## Географическое положение
Село Ласково расположено  у автомобильной трассы Р123 Рязань — Спас-Клепики примерно в 25 км к северу от Рязани. Ближайшие населённые пункты: посёлок Ласковский к северу, посёлок Приозёрный к востоку и село Заборье к югу.

## История
Деревня Ласкова в Рязанской земле впервые упоминается в Повести о Петре и Февронии Муромских, созданной в середине XVI в. писателем-публицистом Ермолаем-Еразмом на основе муромских устных преданий, как родина святой Февронии. Точно датировать события, описанные в Повести, невозможно. Некоторые исследователи отождествляют Петра и Февронию с известным по летописям муромским князем Давидом Юрьевичем, правившим в Муроме с 1205-го по 1228 год, и его супругой.
В 1898 г. к северу от деревни была открыта станция Ласково Рязанско-Владимирской узкоколейной железной дороги. В начале 1990-х годов станция стала закрытой.
В 1905 году деревня относилась к Солотчинской волости Рязанского уезда и имела 34 двора при численности населения 224 чел.
В 1911 г. в деревне была построена каменная церковь и она стала селом.

## Население
| 2010 |
| ---- |
| 27   |

## Улицы
Уличная сеть села состоит из 6 улиц:
- ул. Весенняя
- ул. Гагарина
- ул. Есенина
- ул. Лесная
- ул. Молодёжная
- ул. Озерная

## Транспорт и связь
Село имеет регулярное автобусное сообщение с областным центром.
Село обслуживает сельское отделение почтовой связи Заборье (индекс 390523).

## Достопримечательности

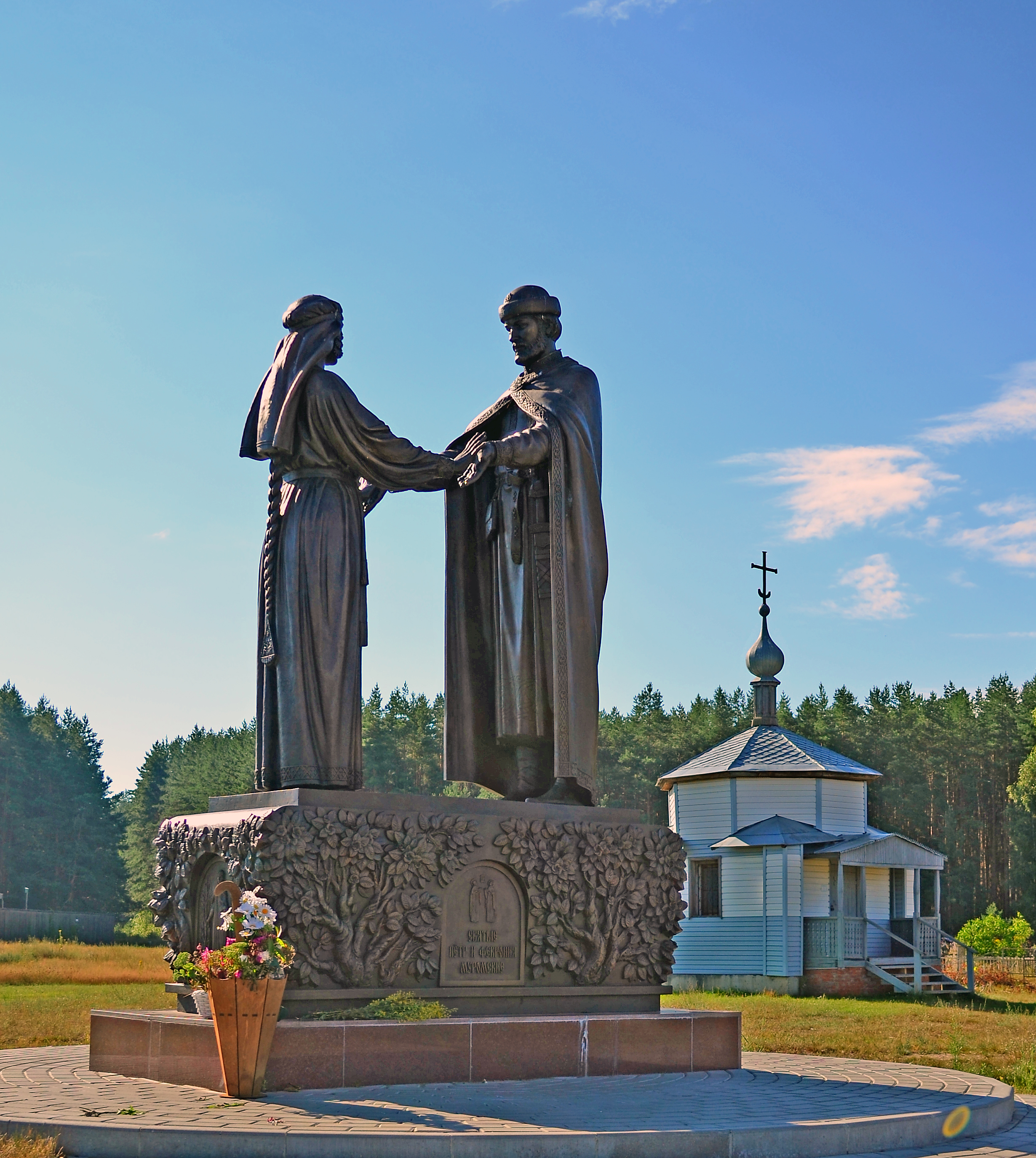
Памятник Петру и Февронии.

В селе имеется часовня в честь святых Петра и Февронии. Ежегодно в день памяти святых 8 июля проходит областной праздник «День семьи, любви и верности».
В селе ведётся строительство храма в честь святых Петра и Февронии.
В 2019 году в День семьи, любви и верности был открыт памятник Петру и Февронии, изображающий, по задумке авторов, вторую встречу Петра и Февронии.